# Arthur Lehning

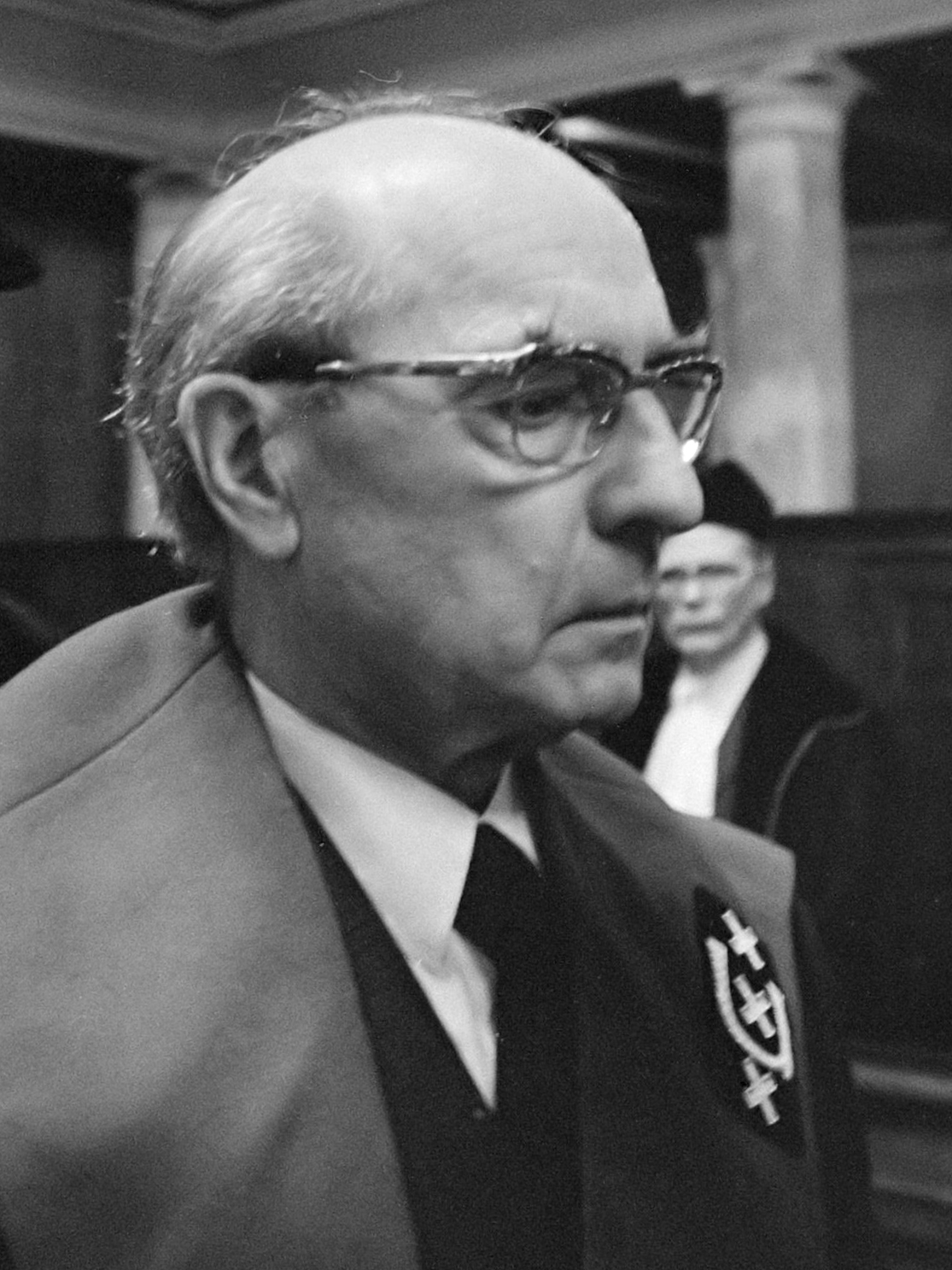
Arthur Lehning (1976)

Paul Arthur Müller-Lehning (auch Arthur Müller Lehning oder Arthur Müller-Lehning) (* 23. Oktober 1899 in Utrecht; † 1. Januar 2000 in Lys-Saint-Georges, Frankreich), Sohn deutscher Eltern, war ein niederländischer Autor, Aktivist, Mitbegründer des Internationalen Institutes für Sozialgeschichte (IISG) und Anarchist.

## Leben
Paul A. M. Lehning besuchte den Elementarunterricht von der Evangelische Broedergemeente (Evangelische Brudergemeinde) in Zeist. Hier lernte er den Dichter Hendrik Marsman kennen, mit dem er bis 1926 befreundet war. Lehning war zu dieser Zeit ein Anhänger der individuellen Freiheit während für Marsmann diese Ansicht das „Ende der menschlichen Zivilisation ankündigte“. Ihre Wege trennten sich. Lehning widmete ihm später ein Buch mit dem Titel De vriend van mijn jeugd („Der Freund aus meiner Jugend“). 1919 studierte Lehning Wirtschaftswissenschaften in Rotterdam und 1922 Geschichte in Berlin. In Berlin lernte er den deutschen Anarchosyndikalisten Rudolf Rocker kennen sowie Alexander Berkman und Emma Goldman. Mit Berkman, Goldman und Clara Gertrud Wichmann war er befreundet. Seine Einstellung zum Antimilitarismus brachte ihn in Kontakt mit Lambertus Johannes Bot und Bart de Ligt. In Paris entdeckte er die moderne Malerei der Kubisten, Expressionisten und Futuristen.
Von 1927 bis 1929 gab er in Amsterdam die Zeitschrift i10 heraus, für die er viele Intellektuelle und Künstler wie Le Corbusier, Walter Gropius, Wassily Kandinsky, Piet Mondrian, Upton Sinclair, Walter Benjamin, Ernst Bloch, Max Nettlau, Otto Rühle, Henriette Roland Holst, Alexander Berkman, Alexander Schapiro und weitere als Beiträger gewinnen konnte. Diese Avantgardezeitschrift, viersprachig: niederländisch, deutsch, französisch und englisch, sollte die neuen revolutionären Bewegungen in Kunst und Politik widerspiegeln. 1927 und 1929 besuchte er die Kongresse der Liga gegen Imperialismus und für nationale Unabhängigkeit. Für das Internationale Antimilitaristische Büro, 1921 in Den Haag zur Bekämpfung von Krieg und Militarismus gegründet, arbeitete er als Korrespondent. Lehnings publizistische Tätigkeit zwischen den beiden Weltkriegen war die Analyse der (wiederum) drohenden Kriegsgefahr. Er arbeitete „die anarchistische Tradition des Generalstreikes als Reaktion auf den Kriegsausbruch heraus, wie es schon die 1. Internationale Arbeiter-Assoziation in einer Resolution des Brüsseler Kongresses von 1868 gefordert hatte“.
Mit Augustin Souchy, Alexander Schapiro und Rudolf Rocker war Lehning von 1932 bis 1935 Mitglied der Internationalen Arbeiter-Assoziation und von 1933 bis 1936 Sekretär der IAA. Zusammen mit Albert de Jong, Helmut Rüdiger und Augustin Souchy redigierte er den Pressedienst der Internationalen Antimilitaristischen Kommission (IAK). Nach 1936 war er, nach seinen Aktivitäten in der Anarchosyndikalistischen Bewegung, hauptsächlich als Historiker tätig, der sich mit den Mitteln des zivilen Ungehorsams für die Realisierung einer libertären Gesellschaft einsetzte.

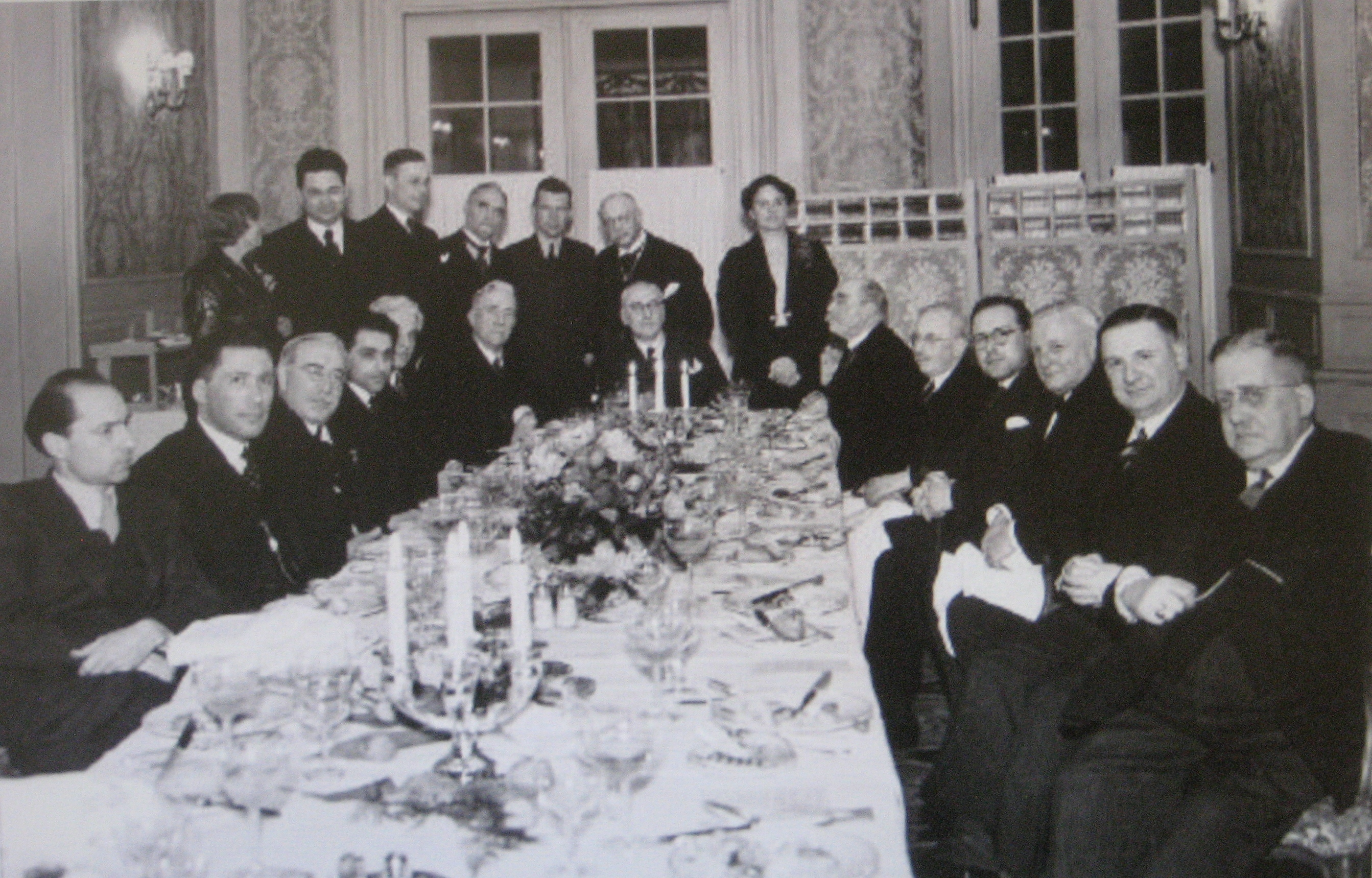
Arthur Lehning (1937, links)

Im Oktober 1936 begab er sich nach Katalonien in den Spanischen Bürgerkrieg, um dort an der Seite der Republikaner zu kämpfen. Nachdem die katalanischen Anarchisten zunächst durch die Kommunisten entmachtet und später durch die Franquisten militärisch besiegt worden waren, betrachtete Lehning in seinem weiteren Leben den Anarchismus vor allem als eine politisch-kritische Theorie.
1935 war er Mitbegründer des Internationalen Instituts für Sozialgeschichte (IISG) in Amsterdam; 1940 rettete er das Archivmaterial des Institutes, indem er es nach England mitnahm. In Oxford war er von 1939 bis 1947 Direktor des englischen IISG. 1947 hatte er die britische Staatsangehörigkeit erhalten. Auf Einladung der indonesischen Regierung gründete Lehning 1952 eine Bibliothek für politische und soziale Wissenschaften in Jakarta.
Von 1961 bis 1981 gab Lehning im Auftrag des IISG die Archives Bakounine heraus, eine nach Themen geordnete siebenbändige Sammlung der wichtigsten Werke Bakunins in der jeweiligen Originalsprache, einer französischen Übersetzung und einem ergänzenden Anmerkungsapparat.
Bis ins hohe Alter war Arthur Lehning als Vortragsredner tätig. Auf Einladung des Libertären Forums und der Internationale der Kriegsdienstgegner/innen reiste er 1986 nach Berlin und sprach im Mehringhof über Libertären Antimilitarismus. 1987 war er beteiligt an der Sondernummer der Zeitschrift Graswurzelrevolution zum Thema „Sozialgeschichte des Antimilitarismus“. In dieser Sondernummer – unter der Mitarbeit von Gernot Jochheim –  wurde hervorgehoben, „daß die meisten Texte, die politischen Aktionen und Gedanken der antimilitaristischen Bewegung aus der ersten Hälfte“ des 20. Jahrhunderts, „noch heute eine hohe Aktualität besitzen, ja heute noch Richtschnur in unserem politischen Handeln sein können“ (Graswurzelrevolution 1987, Editorial). Eine biographische Verbindung vollzog A. Lehning selber, indem er feststellte, dass die Inhalte der Zeitschrift Graswurzelrevolution heute eine Fortsetzung seiner antimilitaristischen Arbeit sei.

## Auszeichnungen
- 1963: Sonderpreis der Jan Campert-Stiftung
- 1976: Ehrendoktor der Universität von Amsterdam
- 1992: Gouden Ganzenveer für seinen besonderen Beitrag zur holländischen Kulturarbeit
- 1999: P.C. Hooftprijs für sein Gesamtwerk

## Historische Werke
- Arthur Müller Lehning:  Die Sozialdemokratie und der Krieg. Der revolutionäre Antimilitarismus in der Arbeiterbewegung. Der Syndikalist, Fritz Kater, Berlin 1924.
- Arthur Müller-Lehning: Die IAA und der Kampf gegen Militarismus und Krieg.
- From Buonarrotti to Bakunin. Studies in international socialism. (Von Buonarrotti bis Bakunin. Studium des internationalen Sozialismus.) 1970.
- Michael Bakunin. Over anarchisme, staat en dictatuur. (Michael Bakunin. Zu Anarchismus, Staat und Diktatur.) Zusammengestellt und mit einer Einleitung versehen durch Arthur Lehning (ursprünglich erschienen bei Boucher in der Reihe Manifesten. 1970). Neuauflage: Kritiese Bibliotheek / Van Gennep, 1976, ISBN 90-6012-325-5.
- Unterhaltungen mit Bakunin, gesammelt von Arthur Lehning. Aus den Original-Sprachen übersetzt von Rolf Binner und Gerd Müller, Nördlingen : Greno 1987, ISBN 978-3-89190-228-8, Reihe Die Andere Bibliothek.

## Tagebücher
- Spaans dagboek, aantekeningen over de revolutie in Spanje. (Spanisches Tagebuch, Notizen zur Revolution in Spanien.) 1996.
- Spanisches Tagebuch & Anmerkungen zur Revolution in Spanien. Mit einer Einleitung und Anmerkungen von Toke van Helmond-Lehning. Edition Tranvía, Frey, Berlin 2007, ISBN 978-3-938944-04-2.

## Übersetzungen ins Niederländische
- Arthur Lehning (Hrsg. und Übersetzer): Michael Bakunin: Het verzameld werk. (Michael Bakunin: Gesammelte Werke. 7 Bände.) Archives Bakounine, 1961–…

## Essays
- Politiek en cultuur. (Politik und Kultur.) 1930.
- De draad van Ariadne – Essays en commentaren. (Der Draht von Ariadne – Essays und Anmerkungen.) 1966.
- Ithaka – Essays en commentaren 2, (Ithaka – Essays und Anmerkungen 2.) 1980, ISBN 90-293-9725-X.
- Prometheus en het recht van de opstand. (Prometheus und das Recht zum Aufstand.) 1987.
- De tocht naar Ithaka – Beschouwingen over politiek en cultuur. (Die Reise nach Ithaka – Betrachtungen zu Politik und Kultur. Blütenlese durch Toke van Helmond.) 1999, ISBN 90-290-6581-8.